# Mennesker og medier
Mennesker og medier var et ugentligt radioprogram om begivenheder i danske trykte og elektroniske medier. Det udsendtes på DR's P1 fredage kl. 13 og genudsendes lørdage kl. 11, samt som podcast. Programvært og redaktør var Lasse Jensen og senere Kurt Strand.
Udsendelserne blev sædvanligvis bygget op om interviews med en eller flere aktører eller sagkyndige om aktuelle forhold indenfor journalistik og om mediernes ledere, økonomi og ejerforhold. Programmets sidste fem minutter brugte værten til en kritisk, personlig kommentar til en enkelt sag.
Programmet produceredes først af Jensen og Kompagni, som ejes af Lasse Jensen, og senere af kurtstrand.dk.
Programmet blev lukket af P1 i sommeren 2021 og afløst af programmet Tabloid.

## Eksterne links
- Mennesker og medier på DR's hjemmeside
- Produktionsselskabet Jensen & Kompagni